# Mionochroma rufitarsis
Mionochroma rufitarsis là một loài bọ cánh cứng trong họ Cerambycidae.